# Bonnac-la-Côte
Bonnac-la-Côte település Franciaországban, Haute-Vienne megyében. Lakosainak száma 1644 fő (2022. január 1.). Bonnac-la-Côte Compreignac, Ambazac, Chaptelat, Limoges, Rilhac-Rancon, Saint-Jouvent és Saint-Sylvestre községekkel határos.

## Népesség
A település népességének változása:
| Lakosok száma | 1657 | 1711 | 1747 | 1701 | 1676 | 1651 | 1655 | 1649 | 1644 |
|               | 2013 | 2015 | 2016 | 2017 | 2018 | 2019 | 2020 | 2021 | 2022 |